# Нетека (Грачаць)
Нетека (хорв. Neteka) — населений пункт у Хорватії, у Задарській жупанії у складі громади Грачаць.

## Населення
Населення за даними перепису 2011 року становило 87 осіб.
Динаміка чисельності населення поселення:

## Клімат
Середня річна температура становить 9,65 °C, середня максимальна – 24,17 °C, а середня мінімальна – -7,42 °C. Середня річна кількість опадів – 1140 мм.
| Клімат поселення                              | Клімат поселення | Клімат поселення | Клімат поселення | Клімат поселення | Клімат поселення | Клімат поселення | Клімат поселення | Клімат поселення | Клімат поселення | Клімат поселення | Клімат поселення | Клімат поселення | Клімат поселення |
| Показник                                      | Січ.             | Лют.             | Бер.             | Квіт.            | Трав.            | Черв.            | Лип.             | Серп.            | Вер.             | Жовт.            | Лист.            | Груд.            |                  |
| Середній максимум, °C                         | 7,17             | 8,85             | 12,58            | 16,57            | 20,93            | 24,17            | 23,89            | 23,35            | 19,62            | 15,42            | 10,06            | 5,63             |                  |
| Середня температура, °C                       | −0,13            | 1,56             | 5,30             | 9,30             | 13,64            | 16,88            | 19,09            | 18,57            | 14,85            | 10,64            | 5,30             | 0,86             |                  |
| Середній мінімум, °C                          | −7,42            | −5,72            | −2,01            | 2,00             | 6,34             | 9,59             | 14,31            | 13,80            | 10,06            | 5,86             | 0,51             | −3,92            |                  |
| Норма опадів, мм                              | 82               | 83               | 89               | 98               | 88               | 88               | 70               | 76               | 106              | 118              | 134              | 108              |                  |
| Середньомісячна швидкість вітру, м/с          | 1.56             | 1.75             | 2.01             | 2.02             | 1.83             | 1.62             | 1.61             | 1.48             | 1.51             | 1.57             | 1.72             | 1.77             |                  |
| Середньомісячна сонячна радіація, кДж/м²·день | 4769             | 7416             | 11091            | 15653            | 19626            | 21890            | 23494            | 20520            | 15142            | 9650             | 5246             | 4028             |                  |
| --------------------------------------------- | ---------------- | ---------------- | ---------------- | ---------------- | ---------------- | ---------------- | ---------------- | ---------------- | ---------------- | ---------------- | ---------------- | ---------------- | ---------------- |
| Джерело:                                      |                  |                  |                  |                  |                  |                  |                  |                  |                  |                  |                  |                  |                  |